# 1910 Mikhailov
1910 Mikhailov è un asteroide della fascia principale. Scoperto nel 1972, presenta un'orbita caratterizzata da un semiasse maggiore pari a 3,0476423 UA e da un'eccentricità di 0,0456008, inclinata di 10,36353° rispetto all'eclittica.
L'asteroide è dedicato all'astronomo russo Aleksandr Aleksandrovich Mikhailov.